# Premio Grimme
El premio Grimme (en alemán: Grimme-Preis, llamado con anterioridad a 2011 Adolf-Grimme-Preis) es uno de los premios más prestigiosos de la televisión alemana. El premio rinde homenaje a Adolf Grimme, primer director general de Nordwestdeutscher Rundfunk. La ceremonia de entrega del premio se lleva a cabo anualmente en el Teatro Marl, en la ciudad alemana de Marl, Renania del Norte-Westfalia, organizado por el Institut Adolf Grimme.

## Historia
Creado en 1964 por la asociación German Community College, el premio reconoce a las mejores producciones de televisión. Uno de los primeros ganadores del premio fue Gerd Oelschlegel, por su película para televisión de 1964 Sonderurlaub ("Licencia especial"), que trataba de un intento fallido de fuga de la República Democrática Alemana. También Rainer Werner Fassbinder recibió una mención de honor en 1974 por su película Welt am Draht. Desde entonces, han recibido el premio un buen número de cineastas y directores de televisión como Dominik Graf, que lo ha recibido en 10 ocasiones. El director danés Lars von Trier fue galardonado en 1996 por su miniserie Riget. El director Christian Petzold ha sido galardonado con el premio dos veces, por sus películas Wolfsburg y Toter Mann. En 2016, la serie Deutschland 83 fue una de las galardonadas en la categoría de ficción. La serie de televisión Dark se convirtió en 2018 en la primera serie de Netflix en recibir el premio.
Además del Premio Grimme, el Instituto Adolf Grimme entrega anualmente los premios Grimme Online y German Radio.

## Premiados
1960
- Heinar Kipphardt (1965)
- Heinz Haber (1965, 1967)
- Roman Brodmann (1967)
- Eduard Zimmermann (1967)
- Leonhard Reinirkens (1967)
- Werner Höfer (1967, 1982)
- Helmut Käutner (1968)
- Rainer Wolffhardt (1968, 1992)
- Vicco von Bülow (1968, 1973)
- Hoimar von Ditfurth (1968, 1974)

1970
- Hans-Dieter Grabe (1970, 1985, 1994)
- Mauricio Kagel (1970, 1971)
- Peter Zadek (1970, 1972)
- Tankred Dorst (1970)
- Rolf Schübel (1970, 1972, 1986, 1990)
- Thomas Bernhard (1972)
- Walter Sedlmayr (1973)
- Leonie Ossowski (1973, 1980)
- Rainer Werner Fassbinder (1974)
- Michael Pfleghar (1975)
- Dieter Hildebrandt (1976, 1983, 1986, 2004)
- Marianne Koch (1976)
- Lida Winiewicz (1976)
- Wolfgang Petersen (1978)
- Hans Abich (1978)
- Peter Hamm (1978)
- Elfie Donnelly (1979)
- Klaus Lemke (1979)

1980
- Peter Lustig (1980, 1982)
- Jürgen Rühle (1980)
- Suzanne von Borsody (1981)
- Thomas Valentin (1981)
- Jindrich Polak (1981, 1993)
- Gerhard Polt (1981, 1983)
- Heinrich Breloer (1981, 1983, 1984, 1988, 1992, 1994, 2002)
- Peter Krieg (1981, 1983)
- Gernot Roll (1982, 1985, 1993, 2000)
- Lea Rosh (1983, 1985)
- Dana Vávrová (1983)
- Alfred Biolek (1983)
- Michael Lentz (1983,1986)
- Werner Schmidbauer (1984)
- Walter Jens (1984)
- Klaus Emmerich (1984, 1990)
- Helmut Zenker (1985)
- Axel Corti (1985, 1987, 1995)
- Elke Heidenreich (1985)
- Peter Patzak (1985)
- Hans-Joachim Kulenkampff (1985)
- Gert Heidenreich (1986)
- Heinrich Pachl (1986)
- Manfred Krug (1987, 1988)
- Helmut Dietl (1987, 1988)
- Jurek Becker (1987, 1988)
- Udo Samel (1987)
- Armin Maiwald (1988)
- Herbert Grönemeyer (1988)
- Bernhard Wicki (1988)
- Dieter Zimmer (1988)
- Ruth Drexel (1989)
- Götz George (1989, 1996)

1990
- Ernst Arendt (1990)
- Renan Demirkan (1990)
- Helmut Fischer (1990)
- Veronika Fitz (1990)
- Hans Hirschmüller (1990)
- Jürgen Holtz (1990)
- Jo Pestum (1990)
- Frank Beyer (1991)
- Florian Fitz (1991)
- Jürgen Flimm (1991)
- Hape Kerkeling (1991)
- Ponkie (1991)
- Christine Neubauer (1992, 1999)
- Willy Purucker (1992)
- Jörg Hube (1992, 1993)
- Franz Xaver Gernstl (1992, 2000)
- Harald Schmidt (1992, 1997, 2002)
- Ben Becker (1993, 1995)
- Otto Kelmer (1993)
- Klaus Pönitz (1993)
- Mario Adorf (1994)
- Herbert Feuerstein (1994)
- Nicolette Krebitz (1994, 1995)
- Jürgen von der Lippe (1994, 2007)
- Will Quadflieg (1994)
- Wendelin Haverkamp (1994)
- Olli Dittrich (1995, 2003, 2005, 2016)
- Jennifer Nitsch (1995)
- Ulrich Plenzdorf (1995)
- Otto Sander (1995)
- Monika Neven du Mont (1996)
- Kolin Schult (1996)
- Dieter Pfaff (1996)
- Lars von Trier (1996)
- Oliver Stritzel (1996)
- Oliver Kalkofe (1996)
- Corinna Harfouch (1997)
- Katharina Thalbach (1997)
- Dominik Graf (1997, 1998, 1999, 2003, 2006, 2007, 2008, 2010, 2011, 2012)
- Sissi Perlinger (1997)
- Stefan Kurt (1997, 1999)
- Karl-Dieter Möller (1998)
- Jörg Gudzuhn (1998)
- Nina Franoszek (1998)
- Martina Gedeck (1998, 2002)
- Klaus Löwitsch (1998)
- Walter Sittler (1998)
- Hans-Christian Schmid (1998)
- Anke Engelke (1999, 2003)
- Bruno Ganz (1999)
- Tobias Moretti (1999, 2002)
- Gabriel Barylli (1999)
- Martin Benrath (1999)
- Friedhelm Brebeck (199?)

2000
- Oliver Korittke (2000)
- Lars Kraume (2000)
- Nadeshda Brennicke (2000)
- Gerhard Delling (2000)
- Günter Netzer (2000)
- Ulrich Tukur (2000)
- Eyal Sivan (2001)
- Veronica Ferres (2002)
- Armin Mueller-Stahl (2002)
- Jürgen Hentsch (2002)
- Peter Keglevic (2002)
- Sebastian Koch (2002)
- Sophie Rois (2002)
- Christian Petzold (2003, 2005)
- Bernd das Brot (2004)
- Lyrikline.org (2005)[11]
- Lucia Palacios (2008)
- Dietmar Post (2008)

2010
- Josef Hader (2010)
- Robert Thalheim (2011)
- Martin Sonneborn (2014)
- Jan Böhmermann (2014, 2016)
- Jantje Friese (2018)
- Baran bo Odar (2018)

## Personajes de ficción
En Look Who's Back de Timur Vermes, aparece Adolf Hitler, que se despierta en el siglo XXI y se convierte en cómico para recibir el premio Grimme .

## Referencias

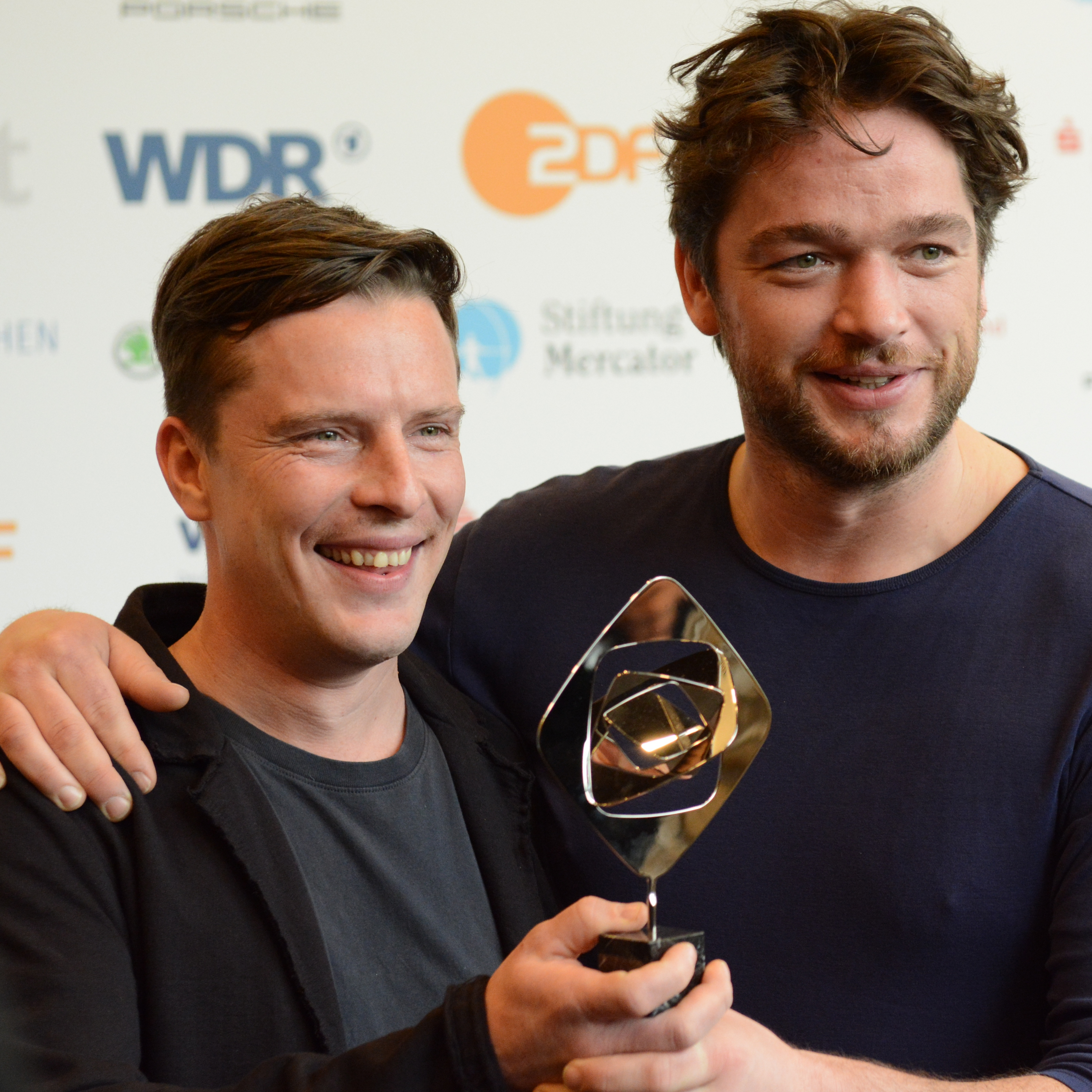
Grimme-Preis 2014 - actores Florian Panzner y Ronald Zehrfeld